# Talking Dreams
 Der er for få eller ingen kildehenvisninger i denne artikel, hvilket er et problem. Du kan hjælpe ved at angive troværdige kilder til de påstande, som fremføres i artiklen.

Talking Dreams er det første album udgivet af den amerikanske pop-gruppe Echosmith. Det udkom d. 1. oktober 2013.

## Sangliste
1. Come together
2. Let's love
3. Cool kids
4. March into the sun
5. Come with me
6. bright
7. Talking dreams
8. Tell her you love her
9. Ran off in the night
10. Nothing's wrong
11. Safest place
12. Surround you